# Eatin' Dust
Eatin' Dust  è il quinto album in studio del gruppo musicale stoner rock statunitense Fu Manchu, pubblicato nel 1999.

## Tracce
1. Godzilla - 4:31 (Buck Dharma cover)
2. Module Overload - 4:16
3. Living Legend - 5:08
4. Eatin' Dust - 3:08
5. Shift Kicker - 3:00
6. Orbiter - 3:13
7. Mongoose - 6:12
8. Pigeon Toe - 4:45

## Formazione
- Scott Hill - voce, chitarra
- Brant Bjork - batteria
- Bob Balch - chitarra
- Brad Davis - basso